# Böhmens riksregalier

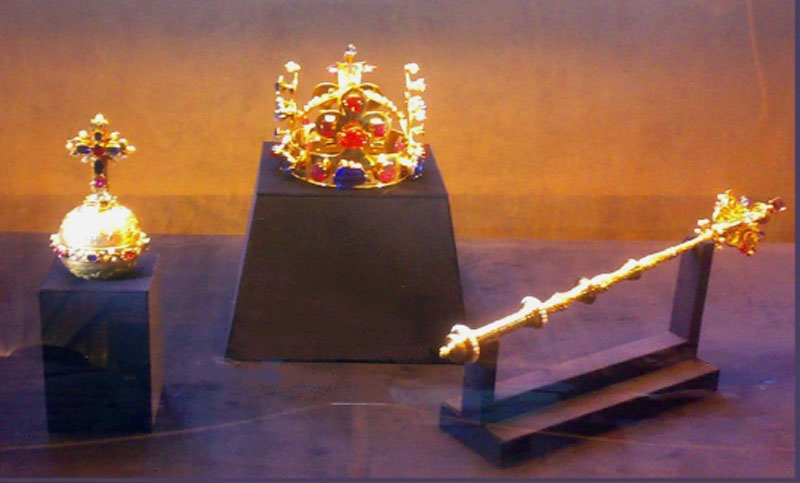
Kopior av kronan, äpplet och spiran.

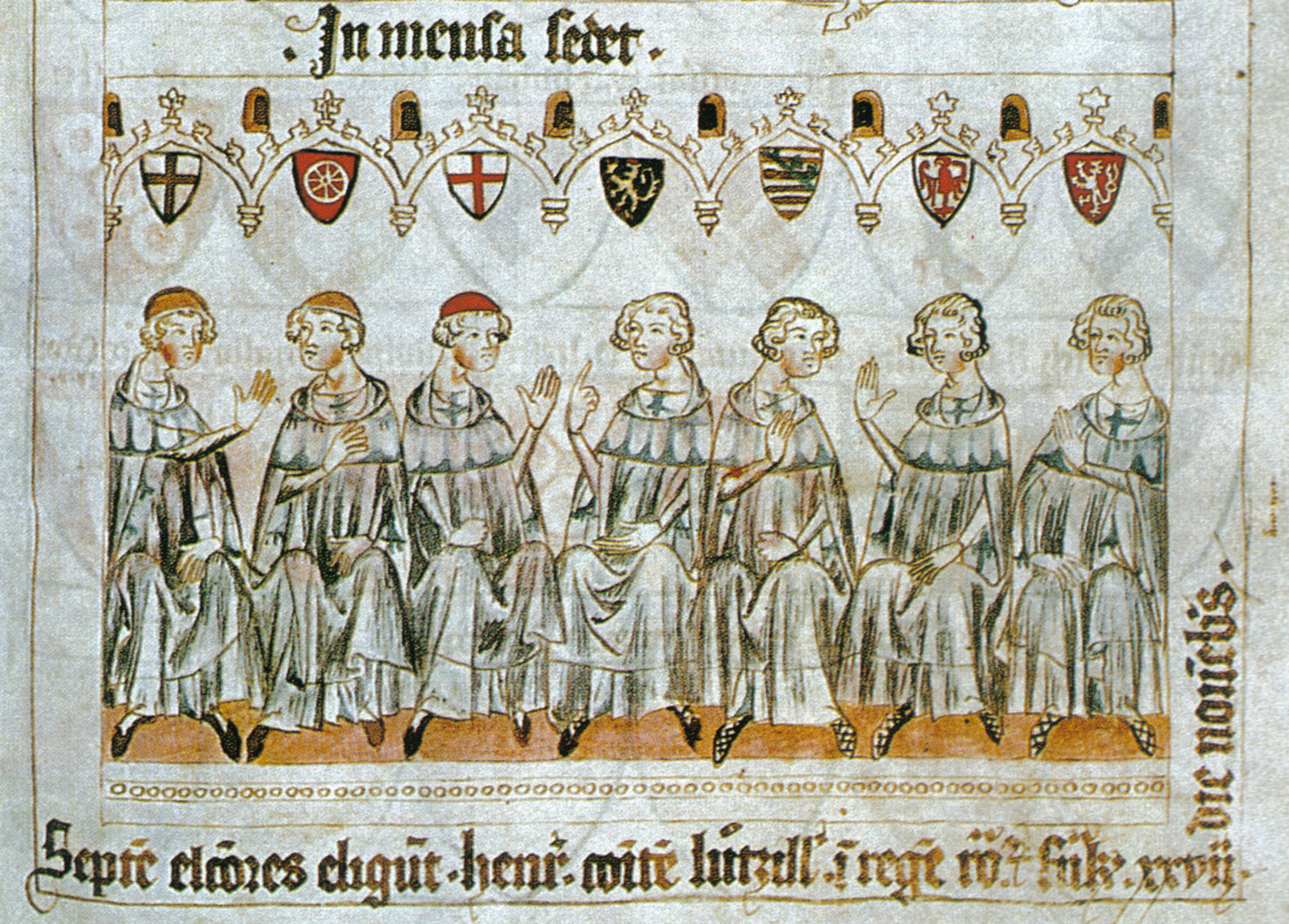
De sju kurfurstarna väljer Henrik VII till tysk-romersk kung. Kurfurstarna, vilkas vapen visas ovanför dem, är fr.v.t.h. ärkebiskoparna av Köln, Mainz och Trier, pfalzgreven av Rhen, hertigen av Sachsen, markgreven av Brandenburg och kungen av Böhmen.

Böhmens riksregalier, även kallade Tjeckiens riksregalier, var de främsta värdighetstecknen för kungarna av Böhmen i det Tysk-romerska riket. Böhmens kung var kurfurste och kejsarens vasall. 
De böhmiska regalierna, som Tjeckoslovakien övertog från Österrike-Ungern efter första världskriget, utgörs av Sankt Wenzels krona, riksäpplet, spiran och kröningsmanteln.

## Bakgrund
Regalierna förvaras i Sankt Vituskatedralen (Prags domkyrka) i Pragborgen i ett kassaskåp till vilket det finns sju nycklar, vilka förvaras hos Tjeckiens president, premiärministern, Prags ärkebiskop, deputeradekammarens ordförande, senatens ordförande, katedralens dekan samt Prags borgmästare. Alla sju måste vara närvarande för att regalierna ska flyttas, vilket under 1900-talet endast skett nio gånger. Traditionen med de sju nycklarna går tillbaka till kejsar Leopold II och var ett av villkoren för att regalierna skulle flyttas till Prag från Wien.
Kronan är den äldsta av regalierna och gjord av massivt guld. Den tillverkades inför kejsar Karl IV:s kröning 1347 och tillägnades landets skyddshelgon Sankt Wenzel. Under hela sin livstid lät Karl IV infoga nya ädelstenar allteftersom han kom över dem. Idag är 19 safirer, 44 spineller, 1 rubin, 33 smaragder och 20 pärlor insatta i kronan.
Riksäpplet och spiran är av senare datum, sannolikt från första halvan av 1500-talet. De antas ha tillverkats under Ferdinand I:s regeringsperiod. Riksäpplet är av guld och är dekorerat med scener ur Bibeln; den övre halvan visar kung Davids liv, och den nedre halvan Adams och Evas. Spiran är också av guld och prydd med ornament efterliknande blad, blommor och vinrankor.

## Galleri

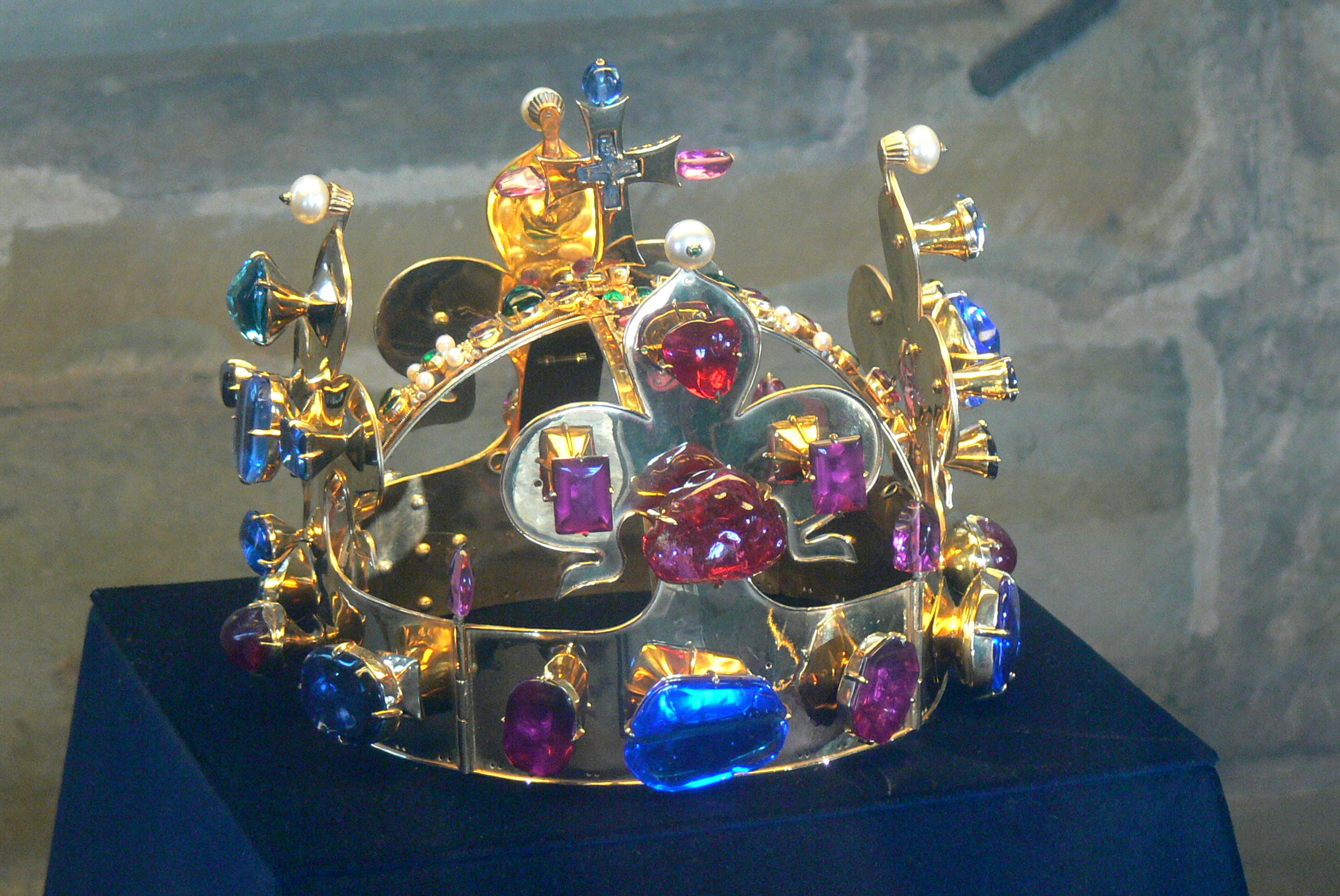
Sankt Wenzelskronan
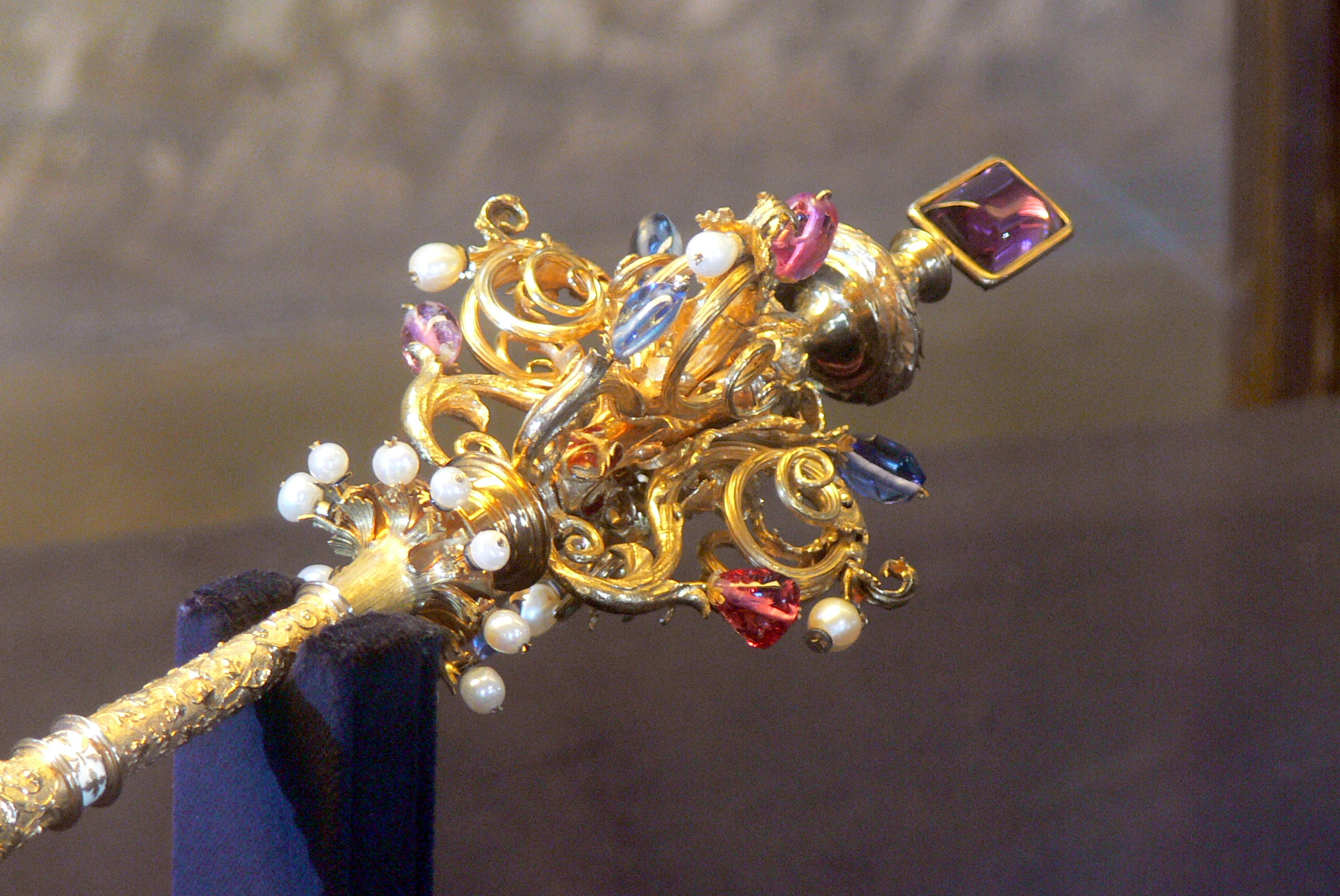
Spiran